# Dodatek aktywizacyjny
Dodatek aktywizacyjny – forma pomocy finansowej wypłacanej przez urząd pracy osobie, która będąc bezrobotnym z prawem do zasiłku dla bezrobotnych, podjęła zatrudnienie lub inną pracę zarobkową z własnej inicjatywy, bądź też podjęła ją – w wyniku skierowania z powiatowego urzędu pracy – w niepełnym wymiarze czasu pracy i otrzymuje z tego tytułu wynagrodzenie niższe od minimalnego wynagrodzenia za pracę.
Zgodnie z art. 48 nieobowiązującej juz ustawy z dnia 20 kwietnia 2004 roku o promocji zatrudnienia i instytucjach rynku pracy dodatek aktywizacyjny przysługiwał bezrobotnemu posiadającemu prawo do zasiłku, jeżeli:
- W wyniku skierowania przez Powiatowy Urząd Pracy (PUP) podjął zatrudnienie w niepełnym wymiarze czasu pracy obowiązującym w danym zawodzie lub służbie i otrzymuje wynagrodzenie niższe od minimalnego wynagrodzenia za pracę. W takim przypadku dodatek aktywizacyjny przyznawano w wysokości stanowiącej różnicę między minimalnym wynagrodzeniem a otrzymywanym wynagrodzeniem, nie większej jednak niż 50% zasiłku, przez okres w jakim przysługiwałby bezrobotnemu zasiłek.
- Z własnej inicjatywy podjął zatrudnienie lub inną pracę zarobkową. W tym przypadku dodatek aktywizacyjny przyznawano w wysokości do 50% zasiłku przez połowę okresu, w jakim przysługiwałby bezrobotnemu zasiłek (bez względu na wymiar czasu pracy).

Dodatek aktywizacyjny przyznawano na wniosek bezrobotnego po udokumentowaniu podjęcia zatrudnienia lub wykonywania innej pracy zarobkowej oraz wysokości osiąganego wynagrodzenia, od dnia złożenia wniosku do:
- ostatniego dnia przysługiwania zasiłku przypadającego w okresie zatrudnienia – jeżeli został skierowany przez PUP do pracy w niepełnym wymiarze czasu pracy;
- ostatniego dnia połowy okresu przysługiwania zasiłku dla bezrobotnych, przypadającego w okresie zatrudnienia lub wykonywania innej pracy zarobkowej – jeżeli podjął pracę z własnej inicjatywy.

Dodatek aktywizacyjny nie przysługiwał w przypadku:
- skierowania bezrobotnego przez PUP do prac interwencyjnych, robót publicznych lub na stanowisko pracy, którego koszty wyposażenia lub doposażenia zostały refundowane;
- podjęcia przez bezrobotnego z własnej inicjatywy zatrudnienia lub innej pracy zarobkowej u pracodawcy, u którego był zatrudniony, lub dla którego wykonywał inną pracę zarobkową bezpośrednio przed zarejestrowaniem;
- podjęcia przez bezrobotnego własnej inicjatywy zatrudnienia lub innej pracy zarobkowej za granicą Rzeczypospolitej Polskiej u pracodawcy zagranicznego.

UWAGA: aby uzyskać dodatek, po każdym przepracowanym miesiącu kalendarzowym należało dostarczyć zaświadczenie od pracodawcy o przepracowanym okresie.
Również obowiązująca od 1 czerwca 2025 r. ustawa z dnia 20 marca 2025 r. o rynku pracy i służbach zatrudnienia (Dz.U. z 2025 r. poz. 620) przewiduje dodatek aktywizacyjny. Przewidziany jest dla bezrobotnych na podstawie art. 233 tej ustawy.